# Erotografie
Die Erotografie umfasst in der psychologischen und medienpädagogischen Theorie und Forschung zu Sexualdarstellungen in Kunst und Massenmedien den Grenzbereich zwischen dem, was als Erotik und was als Pornografie angesehen wird.

## Begriffsbestimmung
Die Kulturwissenschaftlerin Corinna Rückert definiert in ihrem Buch Die neue Lust der Frauen den Begriff Erotografie besonders kurz und prägnant: „Erotografie soll pornografisches Material umfassen, das Sexuelles darstellt, aber in der Art der Präsentation keine Degradierung erkennen lässt.“ Der Begriff ist seit zehn Jahren einer der wichtigsten Fachausdrücke in der Diskussion über den Jugendschutz in Deutschland und wurde durch den Bamberger Psychologieprofessor Herbert Selg geprägt. Der Wissenschaftler schlug für den Umgang mit sexuellen Darstellungen eine differenzierende Sprachregelung vor, um zu vermeiden, dass jeglicher Umgang mit sexuellen Inhalten negativ besetzt ist. Neben der üblichen Bezeichnung Pornografie plädierte er für den breiteren Einsatz des Begriffs Erotografie, was in der Psychologie, Medienwissenschaften, Kulturwissenschaften, Kunstgeschichte und Rechtsprechung schnell Anklang fand und Hoffnung aufkommen ließ, die bisherige Spracharmut aufzuheben. Seitdem dauert die wissenschaftliche Diskussion über verschiedene Aspekte der Erotografie an. Die Wirkungsforschung zur Pornografie und Erotografie brachte die Erkenntnis, dass weniger die sexuellen Inhalte als vielmehr die Gewaltinhalte von Mediendarstellungen zu Wirkungen führen, die Jugendschützer in der pädagogischen Verantwortung besorgt machen.
Schon lange gab es das Wort „Erotografie“, das einen Gegenbegriff zu „Pornografie“ bezeichnen soll, aber es hat sich in Fachkreisen nicht genügend durchgesetzt. Die Differenzierung scheint notwendig zu sein: Die Produkte auf dem Erotik-Markt von heute sind äußerst facettenreich, sodass große begriffliche Unklarheiten herrschen. Indikativ hierfür ist, dass die Wirkungsforschung der Marktentwicklung hinterherläuft. Während in den 50er Jahren bereits bloße Nacktheit in dem Geruch stand, pornografisch zu sein, sind heute einschlägige Produktionen am Rande dessen angesiedelt, was als sog. „harte Pornografie“ unter Androhung des Strafgesetzbuches steht (also bestehende Schranken in Richtung Sodomie, Koprophagie, sadomasochistischen Praktiken, Nekrophilie oder Pädophilie überschreitet). In den fünfziger und sechziger Jahren stellte in der Jugendschutzarbeit der Schutz vor jeglichen sexuellen Darstellungen den Schwerpunkt dar. In den 70ern kam die Frage nach der Wirkung von Gewaltdarstellungen hinzu und wurde zu einem neuen Schwerpunkt. Heute versucht man differenzierter zu unterscheiden, welche Formen der sexuellen Präsentation jugendgefährdend wirken können.

## Erotografie versus Pornografie

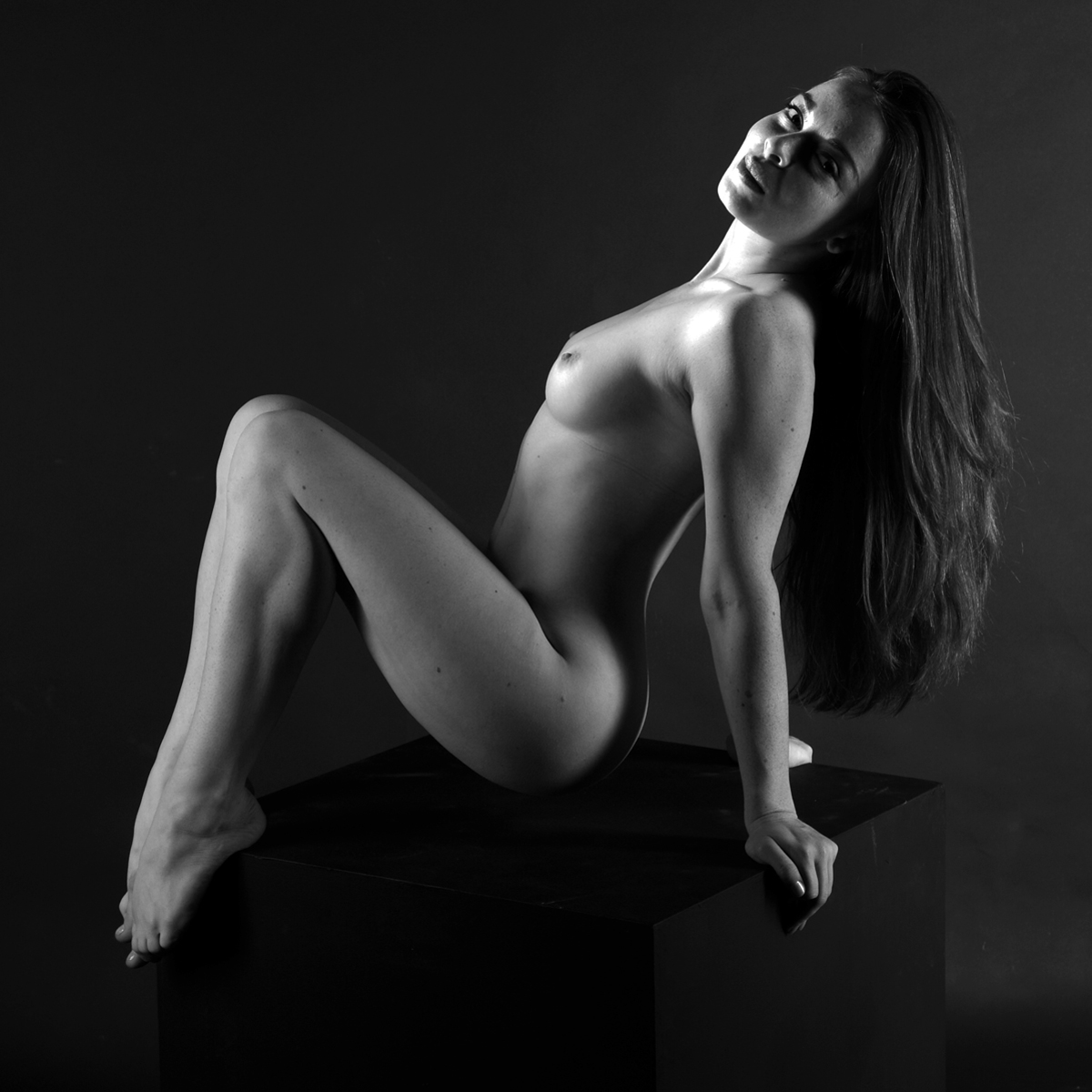
Ein Beispiel für Aktfotografie

Die Grenzen zwischen Erotik und Pornografie sind unscharf. Als Pornografie wird in der Literatur Material definiert, „das sexuell stimuliert oder stimulieren kann, dabei aber deutlich aggressive Anteile enthält, wobei Aggressivität bereits vorliegt, wenn Menschen abgewertet bzw. degradiert werden, ohne dass der Kontext zu einer Reflexion darüber anregt“ [Definition nach Herbert Selg]. Die Rechtsprechung definiert Pornografie "...als grobe Darstellung des Sexuellen in drastischer Direktheit, die in einer den Sexualtrieb aufstachelnden oder die Geschlechtlichkeit in den Schmutz ziehenden oder lächerlich machenden Weise den Menschen zum bloßen (auswechselbaren) Objekt geschlechtlicher Begierde oder Betätigung jedweder Art degradiert" (fsm.de). Abgesehen davon sind die Gestaltungsgrenzen aber weit gesteckt und die künstlerische Freiheit sogar durch das Grundgesetz geschützt.
Erotografie stellt Sexualität ohne Degradierung und auf Basis der Gleichwertigkeit der Beteiligten dar und kann grundsätzlich prosoziale Handlungen unterstützen. Künstlerische Erotografie ist nicht obszön oder vulgär. Sie kann auch sexuelle Phantasien darstellen und nicht nur die sexuelle Realität. Erotografie ist im Regelfall auf sexuelle Aufreizung gerichtet und zeigt körperliche Intimität; sie zielt aber auf mehr als nur die sexuelle Stimulation des Betrachters ab. Zur Erotografie zählen künstlerische Darstellungen (z. B. Akte, Erotik in Spielfilmen, Belletristik, Theaterstücken, Lyrik usw.), erotischer Realismus (z. B. erotische Szenen in Sachbüchern und Schriften, in denen Sexualität als integrierter Bestandteil des menschlichen Lebens dargestellt wird), Darstellungen in Transparenter Kleidung, sowie erotische Fotografie, Männermagazine und soft-pornografische Werke wie Fanny Hill.

## Die Rezeptionsfaktoren
Globalaussagen über die Wirkung sind wegen der Vielfalt des Angebotes nicht möglich, sehr wohl aber Angaben über Effekte bestimmter Produkte bei spezifischen Rezipientengruppen. Die gesellschaftliche Rezeption der Erotografie wird durch viele Faktoren bedingt, wie z. B.:
- kognitive Repräsentation sexueller Akte in symbolischen Gedächtnis-Codes (imaginativ, verbal etc.),
- Normen und Verhaltensweisen in der familiären Umwelt (moralische Rechtfertigung, Erlernen von Einstellungen und Verhaltensweisen) und in den Bezugsgruppen (Peer-Groups),
- Quantitätsaspekt (messbar an dem Anteil, den Sexualität in einem Werk einnimmt, angefangen von einzelnen Szenen bis hin zum sog. „Irreal-Porno“, der nur aus Sexszenen besteht, wie z. B. das Werk Opus pistorum von Henry Miller),
- Sozialisation (Selbstbekräftigung, Neutralisierung von Selbstbestrafung),
- Stellenwert, Deutlichkeit, Nachvollziehbarkeit der erotischen bzw. sexuellen Handlung (real vs. fiktional) und
- Wahrnehmungsfähigkeit und Erregungsniveau des Betrachters (Komplexität der Darstellung).

## Erotografie und Jugendschutz
Nach Meinung der Jugendschützer kann der jugendliche Zuschauer in seiner Entwicklung zu einer sexual- und sozialethisch verantwortungsvollen Persönlichkeit durch Darstellungen gestört werden, die etwa
- den Eindruck erwecken, das menschliche Leben sei ausschließlich auf Sexualgenuss zentriert,
- das Fehlen zwischenmenschlicher Bezüge darstellen, Reduzierung der Menschen auf die Funktion des Sexualpartners und ihre Austauschbarkeit suggerieren,
- den Geschlechtsakt unter Aussparung des emotional-geistigen Bereiches auf einen rein technischen Vorgang reduzieren und
- Promiskuität und Prostitution verharmlosen oder verherrlichen.

Eine umfassende Inhaltsanalyse erotografischer und pornografischer Produkte steht allerdings noch aus. Die grundsätzliche Diskussion bezüglich Pornografie und Erotografie sollte auf keinen Fall den strafrechtlich relevanten Begriff verwässern. Gerade im Internet findet sich eine Dimension sexueller Darstellungen, die über das „übliche“ Offlineangebot hinausgehen. Ähnlich wie bei den Horrorfilmen ist auch hier am wichtigsten, darüber nachzudenken, woher die Bedürfnisse nach violenter Pornografie einschließlich ihrer brutalsten menschenfeindlichen Varianten und Entmenschlichung des Opfers kommen und warum sie so weit verbreitet sind.
Pornografie ist ein Begriff des Strafgesetzbuches, wird aber in der öffentlichen Diskussion oft synonym verwandt für jegliche mediale Darstellungen von Sexualität. Ob es sich aber lediglich um erotische Darstellungen im Sinne der Erotografie, gar Kunst oder wirklich um Pornografie handelt, muss – problematisch genug – im Einzelfall geklärt werden. Für Jugendschutz kann die Einteilung des Materials in Erotografie oder Pornografie nicht alleiniger Maßstab sein. Immerhin können aber durch die Unterscheidung zwischen Erotografie und Pornografie häufig Kunstwerke aus dem Strafbereich ausgeschlossen werden. „‚Pornografisch‘ ist im alltäglichen Sprachgebrauch immer das, was die eigenen Normen verletzt; es ist ein rasch abgegebenes, gefühlsmäßiges Urteil. Wenn sich hingegen rationale Urteile und eine Begriffsdifferenzierung im oben vorgeschlagenen Sinn durchsetzen, wenn also deutliche sexuelle Darstellungen nicht mehr automatisch in Pornografieverdacht geraten, erfährt unter anderem die in Streitgesprächen oft bemühte ‚künstlerische Freiheit‘ tatsächlich weniger Einschränkungen als es zur Zeit wegen der begrifflichen Enge der Fall ist“ (Herbert Selg).